# Vicente de Paula Tavares
Vicente de Paula Tavares (João Pinheiro, 21 de janeiro de 1972) é um prelado brasileiro da Igreja Católica, atual bispo auxiliar da Arquidiocese de Brasília.

## Biografia
Concluiu seus estudos em filosofia e teologia no Seminário Maior Nossa Senhora de Fátima de Brasília, onde estudou de 2000 a 2006 e recebeu a ordenação presbiteral em 9 de dezembro de 2006, de Dom João Braz de Aviz, sendo incardinado na Arquidiocese de Brasília.
Exerceu os cargos de vigário paroquial e depois pároco de Nossa Senhora Aparecida em São Sebastião  de 2007 a 2010, formador no Seminário Arquidiocesano de Goiânia entre 2011 e 2014, responsável pela Pastoral Vocacional e vigário paroquial de Nossa Senhora do Rosário em 2015, pároco dos Sagrados Corações de Jesus e Maria em Brasília de 2016 a 2021, membro do Conselho Presbiteral e do Colégio de Consultores. De 2022 a 2024, foi pároco do Imaculado Coração de Maria em Brasília.
Em 19 de março de 2024, foi nomeado pelo Papa Francisco como bispo auxiliar da Arquidiocese de Brasília, com a dignidade de bispo titular de Gergis. Recebeu a ordenação episcopal em 1 de maio seguinte, na Catedral Metropolitana de Brasília, juntamente com o bispo de Tocantinópolis, Carlos Henrique Silva Oliveira, sendo o ordenante principal o arcebispo de Brasilia, cardeal Paulo Cezar Costa, coadjuvado pelo arcebispo de São Salvador da Bahia, cardeal Sérgio da Rocha e pelo bispo de Luziânia, Waldemar Passini Dalbello.